# Звёздный десант
«Звёздный десант» (англ. Starship Troopers, журнальный вариант назывался Starship Soldier; на русском языке выходил под названиями — «Звёздная пехота», «Звёздные рейнджеры», «Космический десант», «Солдаты космоса») — научно-фантастический роман Роберта Хайнлайна, опубликованный в 1959 году. На Западе обычно относится к жанру боевой фантастики. Публиковался в сокращённом виде в журнале The Magazine of Fantasy & Science Fiction (октябрьский и ноябрьский номера за 1959 год) под названием «Звёздный солдат».
«Звёздный десант» показывает армию будущего, проводит параллели с «холодной войной», критикует общество США 1950-х годов, а также утверждает, что отсутствие дисциплины привело к моральному упадку в обществе. Роман популяризировал идеи силовой брони и футуристических вооружённых сил, которые с тех пор стали неотъемлемой составляющей жанра научной фантастики и объектом научных исследований.
Одно из самых спорных и неоднозначных произведений Хайнлайна: несмотря на увлекательный сюжет, в романе поднимается ряд серьёзных политических и социальных вопросов. Идеология милитаризма и тот факт, что голосовать в вымышленном обществе имели право только военные ветераны, привели к тому, что некоторые критики его часто называют фашистским. Другие специалисты опровергают это утверждение. В 1960 году роман удостоен премии «Хьюго», а в 1997 году в полемической манере экранизирован режиссёром Полом Верховеном.
На русском языке роман издавался разными переводчиками, чаще всего в сокращённом и зацензуренном варианте.
Также в 2009 году вышел одноимённый сиквел романа российского производства написанный Романом Злотниковым и Василием Ореховым. Книга была включена в серию Э.К.С.П.А.Н.С.И.Я.

## История создания
Роберт Хайнлайн стал одним из самых продаваемых писателей в жанре научной фантастики в США 1940-х и 1950-х годов; наряду с Айзеком Азимовым и Артуром Кларком; они были известны как «большая тройка». В отличие от других, Хайнлайн в своих работах твёрдо поддержал антикоммунистические настроения эпохи «холодной войны», а также заявил, что использовал роман, чтобы прояснить свои военные и политические взгляды. Хайнлайн служил в военно-морском флоте США в течение пяти лет после окончания Военно-морской академии США в 1929 году, его опыт в военной сфере оказал огромное влияние на его художественную литературу.
Между 1958 и 1959 годами писатель отложил написание романа, в дальнейшем известного как «Чужак в чужой стране», и написал «Звёздный десант». Побудительным мотивом выступил гнев от решения президента Эйзенхауера запретить испытание ядерного оружия и дальнейшего проведения их в СССР[уточнить].
Хайнлайн в книге «Расширенная Вселенная» утверждал, что идея романа пришла ему на ум 5 апреля 1958 г., после обнародования призыва к одностороннему ядерному разоружению по инициативе Национального комитета по ядерной политике; в ответ чета Хайнлайнов создала проправительственную «Лигу Патрика Генри» и провозгласили право США на продолжение ядерных испытаний. В результате Хайнлайн подвергся ожесточённой критике как в кругу коллег-фантастов, так и в американском обществе. Поэтому роман может рассматриваться как выражение политических и социальных взглядов Хайнлайна того времени.
Роман писался в период 1958—1959 годов, ради него Хайнлайн временно прервал работу над своим этапным произведением «Чужак в чужой стране». Как и в случае со многими книгами Хайнлайна, «Звёздный десант» был завершён за несколько недель. Первоначально он был написан как подростковый роман для нью-йоркского издательства «Scribner’s», с 1947 года ежегодно печатавшего романы Хайнлайна для юношества. Хайнлайн ранее имел успех в этом формате, написав несколько таких романов.
Первоначально рукопись была отклонена, что побудило Хайнлайна расстался с амплуа тинэйджерского писателя и полностью переключился на «жёсткую» научную фантастику.
Исследователи творчества Хайнлайна предполагают, что «Scribner» отказал ему из-за идеологического содержания романа, в частности его отношения к военному конфликту.
Журнал «Fantasy & Science Fiction» впервые опубликовал «Звёздный десант» в октябре и ноябре 1959 года в виде двухсерийного сериала «Звёздный солдат» (Starship Soldier). Старший редактор издательства G. P. Putnam's Sons Питер Исраэль купил рукопись и одобрил исправления, которые сделали её более доступной для взрослых. На заданный в ходе конференции по продажам вопрос, адресован ли он детям или взрослым, он сказал: «Пусть читатели сами решают, кому он понравится». Роман был в конечном итоге опубликован издательством Putnam (G. P. Putnam’s Sons) уже в декабре 1959 года.

## Сеттинг
Действие романа происходит в будущем, примерно через 700 лет от сегодняшнего дня, человеческое общество управляется мировым правительством Земной Федерацией, в которой доминирует военная элита. Общество изображается как богатое, а футуристические технологии сосуществуют с образовательными методами XX века. Права полноправного гражданина голосовать и занимать государственные должности не гарантируются повсеместно, но должны быть получены через прохождение Федеральной службы, которая обычно принимает форму военной службы. Непрошедшие её сохраняют право на свободу слова и собраний, но не могут голосовать или занимать государственные должности. К зачислению допускаются люди любого пола старше 18 лет, не окончившие её не получают права голоса. Важные государственные должности зарезервированы за ветеранами федеральной службы. Эта структура возникла специально после краха «западных демократий XX века», отчасти вызванного неспособностью контролировать преступность среди несовершеннолетних, особенно в Северной Америке, а также войной между союзом США, Великобритании и России против «китайской гегемонии».
Также изображены две внеземные цивилизации. «Псевдоарахниды» или «баги», показаны как общинные существа, происходящие с планеты Клендату. У них есть несколько каст: рабочие, воины, мозги и королевы, внешне существа похожи на муравьёв и термитов. Воины — единственные, кто сражается и не может сдаться в битве. Также подразумевается, что Жуки технологически продвинуты и обладают такими технологиями, как космические корабли. «Скины» изображены более похожими на людей. События романа происходят во время межзвёздной войны между Федерацией и арахнидами. В начале истории Земля не находится в состоянии войны, но война была объявлена к тому времени, когда Рико завершил своё обучение. Скины изначально являются союзниками противника землян, но в середине романа они меняют сторону конфликта. В этом будущем возможны путешествия со скоростью, превышающей скорость света: космические корабли работают под «черенковским двигателем» и могут путешествовать «от Солнца до Капеллы, сорок шесть световых лет, менее чем за шесть недель».
Сюжет Звёздного десанта рассказан членом «мобильной пехоты» Хуаном «Джонни» Рико. Это один из немногих романов Хайнлайна, в котором его типичная линейная повествовательная структура чередуется с серией воспоминаний. Эти воспоминания часто связаны со школьным курсом истории и нравственной философии, в котором учитель Рико обсуждает историю структуры своего общества. Рико изображён как человек филиппинского происхождения, хотя среди фанатов есть разногласия по этому поводу. Он из богатой семьи, члены которой никогда не служили в армии. Родословная Рико изображена не имеющей значения; общество, в котором он живёт, похоже, отказалось от расовых и гендерных предрассудков.

## Сюжет
Роман начинается с того, что Рико находится на борту транспортного корвета «Роджер Янг» (названного в честь Роджера Уилтона Янга, обладателя Медали почёта). Он служит во взводе, известном как «Головорезы Расчака». Взвод совершает набег на планетарную колонию, удерживаемую скинами. Рейд относительно короткий: взвод приземляется на планету, уничтожает цели и отступает, с двумя ранеными военнослужащими. Один из них, Диззи Флорес, умирает при возвращении на орбиту. Затем повествование возвращается к окончанию Рико средней школы. Рико и его лучший друг Карл рассматривают возможность поступления на Федеральную службу после окончания учёбы. Рико колеблется, отчасти из-за отношения отца к военным. Рико принимает решение после того, как обнаруживает, что его одноклассница Кармен Ибаньез также намеревается поступить на службу.
Родители не одобряют выбор Рико, и он уезжает с чувством отчуждённости. Он направлен в Мобильную пехоту и прибывает в лагерь Артура Карри (названный в честь Артура Карри, который дослужился до генерала в Первой мировой войне) в канадских прериях, для обучения под руководством сержанта Чарльза Зима. Обучение чрезвычайно сложное. Рико проходит боевую подготовку всех типов, включая имитацию боёв в бронекостюмах. Сослуживец Рико предстаёт перед военным трибуналом, опорачивается и увольняется за удар в лицо инструктора по строевой подготовке, который также был командиром его роты. Жан В. Дюбуа, преподававший Рико в школе историю и моральную философию, отправляет Рико письмо, в котором сообщает, что он сам ветеран мобильной пехоты. Благодаря письму Рико сохраняет решимость остаться на службе. Рико дают пять ударов плетью за запуск без проверки ракеты во время учений с использованием бронекостюмов и имитации ядерного оружия, ибо он не убедился в отсутствии в зоне взрыва своих боевых товарищей. Другой новобранец, убивший девочку после того, как дезертировал из армии, был повешен своим батальоном после ареста гражданской полицией. Учёба продолжается в другом лагере недалеко от Ванкувера. Рико оканчивает учёбу. Из 2009 новобранцев учёбу заканчивают только 187.
«Война с багами» превратилась из незначительных инцидентов в полномасштабную войну во время обучения Рико. Атака арахнидов, уничтожившая город Буэнос-Айрес, показала мирным жителям опасность ситуации; мать Рико в ходе нападения была убита. Рико участвует в битве при Клендату, атаке на родной мир паукообразных, которая оборачивается катастрофическим поражением для Федерации землян. Корабль Рико «Велли-Фордж» уничтожен, как и его подразделение; он переведён в ряды расположенных на «Роджере Янге» «Головорезов», возглавляемых лейтенантом Расчаком и сержантом Джелалом. Отряд совершает несколько набегов, и Джелал повышает Рико до капрала после того, как Расчак погиб в бою.
Один из его товарищей по «Головорезам» предлагает Рико пойти в школу подготовки офицеров. Рико отправляется к Джелалу, оказывается тот уже подготовил документы. Рико поступает в аспирантуру для прохождения второго курса обучения, включая дополнительные курсы по «Истории и моральной философии». По пути в школу Рико встречает своего отца, который также поступил на службу и дослужился до капрала, отец и сын примиряются. В школе его также навещает Кармен, ныне прапорщик и пилот корабля во флоте, они обсуждают судьбу Карла, погибшего на войне.
Рико назначают временным третьим лейтенантом для его последнего испытания: командировки в боевую часть. Под опекой командира своей роты капитана Блэкстоуна и с помощью своего взводного сержанта, инструктора по тренировкам в учебном лагере, сержанта Флота Зима, переведённого из учебного лагеря мобильной пехоты, Рико командует взводом во время операции «Аристократия», целью которой была поимка представителей касты мозговых центров и королев. Затем Рико возвращается в офицерскую школу, чтобы закончить образование.
Роман заканчивается тем, что Рико в звании лейтенанта командует своим старым взводом на «Роджере Янге», а его отец служит вместе с ним в качестве его взводного сержанта. Взвод был переименован в «Головорезы Рико» и собирается участвовать в атаке на Клендату.

## Персонажи
Хуан (Джон) Рико (англ. Juan "Johnnie" Rico) — выходец из богатой семьи финансистов филиппинского происхождения (его родной язык — тагалог), не имеющих гражданских прав. В конце романа стал лейтенантом.
Чарльз Зим (англ. Charles "Charlie" Zim) — сержант-инструктор в тренировочном лагере Мобильной Пехоты в Восточной Канаде. Участник операции по захвату интеллектуальной элиты «жуков» в качестве отрядного сержанта у Рико. В конце романа — лейтенант на капитанской должности.
Жан Дюбуа (англ. Lieutenant Colonel Jean V. Dubois) — школьный учитель Рико, преподаватель истории и нравственной философии. В прошлом — подполковник Мобильной Пехоты, потерял руку в военной операции. Сыграл ключевую роль в решении Рико пойти на военную службу.
Расчак (англ. Lieutenant Rasczak) — лейтенант, командир отряда Рико. Погиб во время сражения. Имя нигде не упоминается.
Джелал (англ. Sergeant "Jelly" Jelal) — сержант отряда Расчака. После гибели командира занял его место.
Эмилио Рико (англ. Emilio Rico) — отец Джона Рико. Богатый бизнесмен, желавший для сына продолжения карьеры финансиста, резко отрицательно настроенный к военной службе сына. Оплатил Джону поездку на Марс, чтобы отвлечь его от намерения завербоваться на федеральную службу. После гибели жены поступил на военную службу. В финале романа служит сержантом в отряде под командованием сына.
Карменсита Ибаньез (англ. Carmencita "Carmen" Ibañez) — школьная подруга Рико. Она сыграла значительную роль в решении Рико поступить на военную службу. Отличаясь математическими способностями, стала пилотом космического флота.
Карл (англ. Carl) — школьный друг Рико, вместе с ним и Кармен записавшийся на военную службу. Был принят в исследовательское бюро, погиб на Плутоне, где военная лаборатория была уничтожена «жуками».

## Мир
В будущем обществом управляет межзвёздное правительство, в котором доминирует военная элита — вооружённые силы Земной Федерации (англ. Terran Federation). Хуан «Джонни» Рико во время военной службы в мобильной пехоте становится участником Межзвёздной войны на планете Клендату между людьми и пришельцами, известными как «Псевдо-Арахниды» или «Баги». Структура власти возникла после распада «Западной демократии XX века», отчасти обусловленной неспособностью контролировать преступность в Северной Америке, а также войной между союзом США, Великобритании и России против «китайской гегемонии». В этом будущем существует возможность путешествовать быстрее света: космические корабли передвигаются с помощью «двигателя Черенкова» и могут путешествовать «на Капеллу, на 46 световых лет, менее чем за шесть недель».

### Скафандры
Скафандры представляют собой силовую броню весом около тонны, в которую залезает солдат. Солдаты описывают скафандры как живую кожу, внутри расположены сотни рецепторов реагирующих на нажатие, а его механизмы повторяют движения человека, многократно их усиливая. Обратная связь солдата и координация с бронёй осваивается с трудом, хотя само передвижение не требует практики. Если прыгнуть, то включаются реактивные ранцы — это является тяжёлым в освоении навыком при обучении. Опытные бойцы могут во время прыжка успеть перезарядить оружие. Во время пешего режима солдат может работать оружием и следить за приборами, чтобы установить радиосвязь достаточно стиснуть зубы дважды, подбородок управляет дисплеем. Инфровизоры падают на глаза и можно увидеть тепловую карту местности; выезжает и прячется ракетница, огнемёт, дополнительное снаряжение. В скафандре есть прожекторы. В шлеме есть зеркала для обзора. Из-за огромного количества приборов броня похожа на громадную гориллу. Солдаты могут комфортно спать в скафандре. Главным неудобством является невозможность почесаться. Каждый пехотинец обязан защитить раненого бойца, его необходимо извлечь из скафандра и нести в руках. Некоторые скафандры модернизированы под применение огнемёта, а некоторые могут нести ядерный заряд. Скафандр может получить критические повреждения и тогда система энергоснабжения отключается постепенно, а затем броня застынет, как куча металлолома и полностью «застынет» на месте.

### Техника
Хайнлайн приводит названия некоторых космических кораблей (англ. Ships): «Mannerheim», «Ypres», «Marathon», «El Alamein», «Iwo», «Gallipoli», «Leyte», «Marne», «Tours», «Gettysburg», «Hastings», «Alamo», «Waterloo», «Rodger Young».

## Основная проблематика
Значительная часть романа представляет собой, по сути, политический трактат, поданный в виде описаний школьных занятий Рико и его рассуждений. Основная тема романа: социальная ответственность предполагает готовность отдать свою жизнь за защищаемый социум. Эта аллегория показывает, что политические права превратились в нечто само собой разумеющееся, а значит и потерявшее свою ценность. Политические права — это не просто возможность поставить крестик в бюллетене для голосования, это ответственность, подтверждённая делом.

### Политика
Избирательное право имеется только у прошедших двухлетнюю добровольную Федеральную службу, причём необязательно в армии (например, можно участвовать в медицинских экспериментах). В романе указано, что демократию XX века погубило убеждение, что все права принадлежат каждому члену общества, заслужил он их, или нет. Полковник Дюбуа на уроке критикует положение «Декларации независимости США» о всеобщем равноправии.